# التمارة (أسلم)

تعديل مصدري - تعديل

التمارة هي إحدى قرى عزلة أسلم اليمن بمديرية أسلم التابعة لمحافظة حجة، بلغ تعداد سكانها 188 نسمة حسب تعداد اليمن لعام 2004.